# Gerhard Rauschenbach
Gerhard Rauschenbach (* 19. April 1910 in Dresden; † 6. November 1985 in Sauerlach) war ein deutscher Jurist, u. a. Verteidiger während der Nürnberger Prozesse.

## Leben
Gerhard Rauschenbach studierte an der Universität Rostock, Berlin und Leipzig. Am 3. August 1937 beantragte er die Aufnahme in die NSDAP und wurde rückwirkend zum 1. Mai desselben Jahres aufgenommen (Mitgliedsnummer 4.532.447). Er wurde nach Kriegsende mit der Kategorie 4 „Mitläufer“ entnazifiziert.
Im Prozess Wirtschafts-Verwaltungshauptamt der SS (Fall 4 der Nachfolgeprozesse; USA gegen Oswald Pohl et al.), welcher ohne Revision von Anfang April 1947 bis Anfang November 1947 dauerte, war er Verteidiger von August Frank und zusätzlich bis 15. Juni 1948 von Hans Lörner. Frank wurde in drei Anklagepunkten für schuldig befunden und zu lebenslanger Haft verurteilt, welche später auf 15 Jahre Haft reduziert und aus welcher er 1954 vorzeitig entlassen wurde. Lörner wurde in drei Anklagepunkten für schuldig befunden und zu 10 Jahren Haft verurteilt.
Im Geiselmord-Prozess (Fall 7 der Nachfolgeprozesse; USA gegen Wilhelm List et al.), welcher von Mai 1947 bis Februar 1948 dauerte, war er Verteidiger des ehemaligen Chef des Generalstabes der 12. Armee, General der Infanterie Hermann Foertsch. Foertsch wurde in allen Anklagepunkten für unschuldig befunden und freigesprochen.
Im Wilhelmstraßen-Prozess (Fall 11 der Nachfolgeprozesse; USA gegen Ernst von Weizsäcker et al.), welcher von Januar 1948 bis April 1949 dauerte, war er Co-Verteidiger des Hauptverteidigers Justus Koch bei der Verteidigung von Paul Körner. Körner wurde zu 15 Jahre Haft verurteilt, welche 1951 zu zehn Jahren Haft umgewandelt wurde.
Im darauffolgenden Prozess Oberkommando der Wehrmacht (Fall 12 der Nachfolgeprozesse; USA gegen Wilhelm Leeb et al.) war er Verteidiger des ehemaligen Oberbefehlshaber der Heeresgruppe Süd, General der Infanterie Otto Wöhler. Wöhler wurde wegen Verbrechen gegen die Menschlichkeit für schuldig befunden und zu 8 Jahren Haft verurteilt; er wurde bereits 1951 vorzeitig aus der Haft entlassen.
Später begann Rauschenbach zu veröffentlichen, wobei er sich auf Themen des Kartellrechts spezialisierte.
Im Juni 1959 wurde er zum Vizepräsident des Bundeskartellamtes ernannt. Bis Oktober 1970 war er in dieser Position.

## Werke (Auswahl)
- Der Nürnberger Prozess gegen die Organisationen; Grundlagen, Probleme, Auswirkungen und die Mitglieder und strafrechtliche Ergebnisse. Röhrscheidt, Bonn, 1954.
- gemeinsam mit Harry von Rosen-von Hoewel: Handbuch der deutschen Automatenwirtschaft. Heymann, 1956.
- Wirtschaftsrecht mit Kartellrecht. Kohlhammer, Stuttgart, 1965.
- Die Entwicklung der Wettbewerbspolitik und des Kartellrechts im Jahr 1966. In: Deutsche Gesellschaft für Betriebswirtschaft, Berlin, 1967.
- Kartellrecht, Wettbewerbspolitik, US-Antitrust-Recht: Auswirkungen auf europ. Unternehmen. Deutsche Gesellschaft für Betriebswirtschaft, Berlin, 1971.
- gemeinsam mit Ernst Meyer: Wettbewerbspolitik, Kartellverbot und Versicherungswirtschaft. In: Grundprobleme des Versicherungsrechts, Festgabe für Hans Möller, Karlsruhe, 1972.
- Die Hauptprobleme der Kartellnovelle für die Unternehmen und ihre Berater. NJW, 1973.
- Die ersten zwei Jahre Entscheidungspraxis zur Kartellnovelle. NJW, 1975.